# Wishbone Ash
Wishbone Ash jsou britská rocková skupina, která dosáhla největších úspěchů v polovině 70. let. Jejich nejpopulárnějšími alby jsou Wishbone Ash (1970), Argus (1972), There's the Rub (1974) a New England (1976). Byli jednou z prvních skupin, které používaly dvě sólové kytary.
Wishbone Ash jsou považováni za nejdůležitějšího inovátora ve skupinách hrajících v obsazení dvou sólových kytar. Powell a Turner byli zvoleni za "Two Of The Ten Most Important Guitarists In Rock History/Dva z deseti nejdůležitějších kytaristů v historii rocku" (Traffic magazine 1989) a za "Top 20 Guitarists Of All Time/20 nejlepších kytaristů všech dob" (Rolling Stone magazine). Melody Maker (1972) popsal Teda Turnera a Andy Powella jako "nejzajímavější kytarovou dvojici od doby kdy Jeff Beck a Jimmy Page byli ozdobou skupiny The Yardbirds".
Skupina se zformovala v Devon, Spojené království, v roce 1969, z popelu skupiny The Empty Vessels (založené v červenci 1966 a později přejmenované na Tanglewood), ve které působili zakládající členové Wishbone Ash Martin Turner (baskytara/zpěv) a Steve Upton (bicí a perkusy), původní sestava pak byla doplněna o další členy, Andy Powell (kytara/zpěv)a Ted Turner (kytara). V roce 1974 Ted Turner opustil skupinu a byl nahrazen Laurie Wisefieldem. Skupina pak pokračovala s velkými úspěchy až do roku 1980.
Po obměně sestav obsahujících některé bývalé členy skupin King Crimson, Trapeze a Uriah Heep Laurie Wisefield skončil v roce 1985. V roce 1987 se původní sestava znovu sešla, aby nahrála několik alb - "Nouveau Calls", "Here to Hear" a "Strange Affair" - skončila v roce 1990, kdy Steve Upton ve skupině skončil. Po náhradě Martina Turnera v roce 1991, nahrála skupina album "Live In Chicago", ještě před odchodem Teda Turnera v roce 1993. Od roku 1995 skupina pokračovala s většími či menšími úspěchy u kritiky i obecenstva, přičemž vyměnili několik členů a nahráli několik alb. V roce 2004 Martin Turner založil svou vlastní verzi Wishbone Ash a začal jezdit po koncertech.

## Historie

### Založení a vzestup ke slávě (1969-1980)

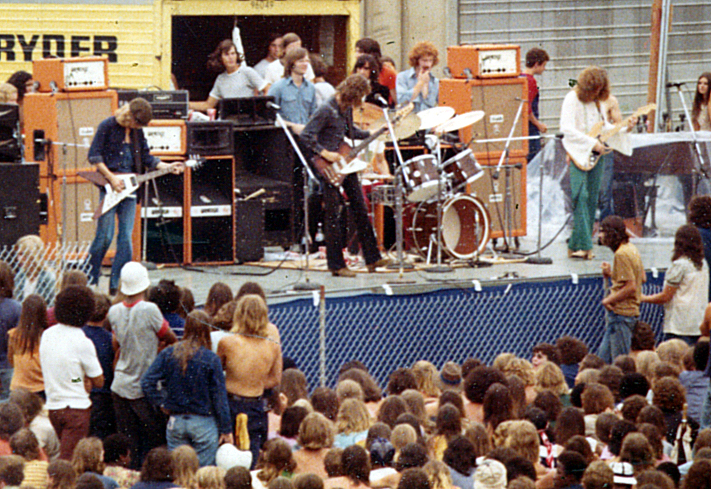
Wishbone Ash, Charlotte, N.C., USA, 1972

Wishbone Ash byli založeni v říjnu 1969 baskytaristou Martinem Turnerem a bubeníkem Steve Uptonem. Když původní kytarista skupiny Tanglewood, Martinův bratr Glenn Turner opustil trio a odešel do rodného Devonu, jejich manažer, Miles Copeland podal inzerát, kterým hledal kytaristu a klávesistu. Po rozsáhlém, hledání kytaristy, se skupina nemohla rozhodnout mezi dvěma finalisty, Andy Powellem a Tedem Turnerem. Bylo navrženo aby zkusili oba kytaristy a vyzkoušeli „který z nich zní lépe“. Když hledali jméno pro novou skupinu, napsali členové skupiny své návrhy na dva listy papíru a Martin Turner vybral po jednom slovu z každého listu - 'Wishbone' a 'Ash'.
Debutové album Wishbone Ash bylo vydáno v roce 1970. O rok později skupina vydala album Pilgrimage. Největším komerčním úspěchem roku 1972 bylo album Argus. Album bylo čtenáři časopisu Sounds vybráno jako "Nejlepší album roku" a časopisem Melody Maker jako "Top British Album". O albu "Argus" se teď hovoří jako o jednom z klasických alb všech dob. Wishbone Ash získali mezinárodní uznání pro jejich živá vystoupení konaná po celém světě.
Skupina začala hrát ve významných koncertních halách jako hlavní bod programu. Album Wishbone Four (1973) bylo první nahrávkou pořízenou bez producenta Dereka Lawrence, protože skupina se rozhodla album produkovat sama. V roce 1973 skupina vydala živé dvojalbum nazvané Live Dates. Nedlouho potom skupinu opustil kytarista
Ted Turner. Nahradil ho kytarista Laurie Wisefield, skupina přesídlila do Spojených států a nahrála album There's the Rub (1974). Další album, Locked In (1976), produkoval Tom Dowd, skupina přešla k měkčímu rocku a na koncertních turné začala používat hráče na klávesové nástroje.
V roce 1976 se albem New England vrátili k tradičnímu hudebnímu stylu Wishbone Ash. Front Page News (1977) bylo posledním americkým albem tohoto období a obsahovalo mix rockových skladeb s měkčími.
V roce 1978, po letech experimentálních alb, se skupina rozhodla vrátit ke svým kořenům albem No Smoke Without Fire, které bylo prvním albem produkovaným Derekem Lawrencem od dob alba Argus v 1972. Album obsahovalo hlavně písně napsané Laurie Wisefieldem a Martinem Turnerem. Skupina se pak šest měsíců věnovala nahrávání dalšího alba Just Testing. Bylo vydáno v únoru 1980 a obsahovalo hlavně věci od Martina Turnera. Vydavatelství MCA na skupinu tlačila, aby hrála více komerční hudbu a tak skupina omezila činnost zpěváka Martina Turnera pouze na basovou kytaru. Po jedenácti letech se front man a spoluzakladatel skupiny rozhodl svou neudržitelnou pozici vzdát a ve skupině Wishbone Ash skončil.

### Období nestability (1981-1986)
Turner byl nahrazen Johnem Wettonem, který dříve působil ve skupině King Crimson a několika dalších klasických rockových skupinách. Album Number the Brave bylo vydáno v roce 1981 a představilo Wettonův sólový zpěv pouze na jedné skladbě, ačkoliv během nahrávání alba nabízel své skladby a například "Here Comes the Feeling", které nahrála skupina Asia na svém debutové albu v roce 1982.
Wetton byl během turné k albu Number the Brave nahrazen baskytaristou Uriah Heep Trevorem Bolderem. Ke skupině se připojila také zpěvačka Claire Hamill, která zpívala doprovodné vokály na obou albech, Just Testing i Number the Brave. Noví Wishbone Ash pak byli kritiky hodnoceni rozdílně. V roce 1982, po odchodu Claire Hamill, začala skupina experimentovat s heavy metalem na albu Twin Barrels Burning. Překvapivě se album v hitparádách dostalo nejvýše za celou historii Wishbone Ash.
Trevor Bolder opustil skupinu, aby se připojil k obnoveným Uriah Heep v roce 1983 a byl nahrazen baskytaristou/zpěvákem Mervynem Spencem (ex-Trapeze). Skupina pokračovala v heavy metalovém stylu a album Raw to the Bone (1985) se stalo prvním albem Wishbone Ash album, které neproniklo do hitparád. Nedlouho poté skončil po jedenácti letech Laurie Wisefield, který pak pokračoval s umělci jako Tina Turner, Joe Cocker, Roger Chapman, Jeff Wayne a se skupinou Queen v muzikálu We Will Rock You. Byl nahrazen Jamie Cromptonem, který byl krátce na to zastoupen Philem Palmerem. Začátkem roku 1986 skončil Mervyn Spence a byl nahrazen ex-Kinks baskytaristout Andy Pylem.

## Sestavy skupiny
Členové rockové skupiny Wishbone Ash. Andy Powell byl jediným stálým členem skupiny za celou její existenci.